# タミル語版ウィキペディア
タミル語版ウィキペディア（タミルごばんウィキペディア、Tamil Wikipedia）は、ウィキメディア財団が運営するウィキペディアのタミル語版である。2003年9月に設立された。2017年3月時点で91000記事を超えており、収録語数で比較すると世界で59番目、インドの言語で2番目に大きな規模である。また、ドラヴィダ語族で初めて10000記事を超えた版となった。南アジアでは主導的なプロジェクトの1つで、2017年3月時点で91,610の記事、109,961の登録利用者を有する。2017年5月には10万記事を超えた。

## 重要性
西洋でのウィキペディアへの批判に関わらず、タミル語版ウィキペディアは、インターネット上でのタミル語の重要な情報源であると広く認識されている。タミル・ナードゥ州やスリランカの農村地域にはコンピュータやインターネットサービスが少なく、プロジェクトの成長速度が遅かったことから、より大きな規模の言語版と比較して、荒らしは極めて少ない。プロジェクトの成長の大部分は、海外のタミル人ディアスポラに依っている。
2010年4月、タミルインターネットカンファレンスは、タミル・ナードゥ州の大学生を対象に、タミル語版ウィキペディアの記事を増やすコンテストを行った。このコンテストは、世界中のタミル語学者が集まって言語の発展について話し合うワールドタミルカンファレンス2010の関連事業として行われた。コンテストには2000名以上が参加し、学術的にレビューされた1200の新しい記事が追加された。
2013年9月には、10周年を迎えた。